# Грачов Олег Валерійович
Олег Валерійович Грачо́в (нар. 24 липня 1923, Черемошки — 24 липня 2012) — український живописець; член Спілки радянських художників України з 1962 року. Заслужений діяч мистецтв Автономної Республіки Крим.

## Біографія
Народився 24 липня 1923 року в селі Черемошках (нині Тульська область, Росія). Брав участь у німецько-радянській війні. Нагороджений орденом Вітчизняної війни ІІ ступеня.
Упродовж 1949—1950 років навчався у Кримському художньому училищі імені Миколи Самокиша, де його викладачами були зокрема у Сергій Владимиров і Михайло Щеглов. Дипломна робота — картина «Севастополь» (керівник Сергій Владимиров).
Жив у Сімферополі, в будинку на вулиці Фруктовій, № 47. Помер 24 липня 2012 року.

## Творчість
Працював в галузі станкового живопису, створював тематичні картини, пейзажі, портрети. Серед робіт:
- «Оборона Севастополя» (1957, у співавторстві з Миколою Лядовським);
- «Білий парус (Кара-Даг)» (1960);
- «Траса в горах» (1961);
- «Обсерваторія у горах» (1964);
- «Бахчисарайський цементний завод» (1964);
- «Сонячна станція» (1964);
- «Тривожне літо» (1965);
- «Автопортрет» (1966);
- «Долина річки Бельбект» (1966, темпера);
- «Пересохлий потік» (1967);
- «Розвідники» (1968);
- «Бензоколонка» (1972);
- «Карл Маркс» (1972);
- «Війна» (1972);
- «Художник і модель» (1976);
- «Три музиканти» (1977);
- триптих «Пам'яті друзів мого дитинства, які не стали дорослими» (1980);
- «Подорож до моря» (1980);
- «Гора Демерджі» (1981);
- «Каньйон» (1982);
- «Чоловік зі зброєю» (1982);
- «Пейзаж Криму» (2000).

Брав участь у обласних, республіканських, всесоюзних, зарубіжних мистецьких виставках з 1955 року. Персональні виставки відбулися у Севастополі у 1966 році, Москві у 1970 і 1978 роках, Сімферополі у 1967, 1983 і 2003 роках.
Окремі роботи художника  зберігаються у Сімферопольському та Севастопольському художніх музеях.